# Manuel Pellegrini
Manuel Luis Pellegrini Ripamonti (* 16. září 1953, Santiago de Chile, Chile) je bývalý chilský fotbalista a později fotbalový trenér. Od roku 2020 vede španělský klub Real Betis. Předtím trénoval mj. Real Madrid, Villarreal, Málagu či Manchester City.

## Fotbalová kariéra
Narodil se v Santiagu de Chile, zde vystudoval pontifikálně katolickou univerzitu a vystudoval stavební inženýrství.
Hrál na postu obránce a celou svou hráčskou kariéru věnoval klubu Club Universidad de Chile, kde odehrál 451 ligových utkání a vstřelil jeden gól. Připsal si i jeden start za chilskou reprezentaci.
Jako trenér navázal na hráčskou kariéru a nejdříve se věnoval klubu Universidad de Chile. Poté chvíli působil u chilské reprezentace jako technický asistent a trenér hráčů do 20 let. Následně pokračoval v dalších chilských klubech nejdříve Palestino, pak O'Higgins a nakonec Universidad Católica. S Universidad Católica získal jihoamerický pohár Copa Interamericana v roce 1994 a Copa Chile v roce 1995. Poté okusil ekvádorskou ligu s LDU Quito, se kterým získal titul. V roce 2001 odešel do Argentiny, kde se věnoval klubům San Lorenzo a River Plate. S oběma triumfoval v Clausuře (s San Lorenzem v roce 2001 a s River Plate 2003).

## Trenérská kariéra

### Působení ve Španělsku (2004 - 2013)
Trenérem Villarrealu se stal 1. července 2004. Přicházel do klubu, který skončil osmý v lize a měl hrát Pohár UEFA, zde se s Pellegrinim dostali do čtvrtfinále. Hned v první odehrané sezóně v La Lize se s ním dostal Villarreal na 3. místo a kvalifikoval se tak do Ligy mistrů. Zde spanilá jízda Villarrealu skončila až v semifinále na Arsenalu. Během této cesty dvakrát remizoval ve skupině s Manchesterem United, který záhy vypadl, v osmifinále si poradil se skotskými Rangers a ve čtvrtfinále vyřadil Inter Milán. V La Lize to bylo horší a klub skončil na sedmém místě. Následující sezóny byl Villarreal pátý a druhý, což bylo historicky nejlepší umístění Villarrealu. Kvalifikoval se tak do Ligy mistrů, kde opět skončil na Arsenalu tentokrát ve čtvrtfinále. Na konci roku 2007 prodloužil smlouvu do roku 2011. Po sezóně 2008/09, když skončil s Villarrealem na 5. místě, Pellegriniho zlákal Real Madrid, který za něj vyplatil Villarrealu odstupné 4 milióny eur.
Sezóna v Realu Madrid nebyla příliš nepovedená, ovšem přestože Real posbíral v lize 96 bodů, skončil až na 2. místě za Barcelonou. V Lize mistrů vypadl v osmifinále s Lyonem a v Copě del Rey brzo s třetiligovým Alcorcónem po ostudné porážce 0:4. Po sezóně Pellegrini odešel a nahradil ho José Mourinho. Bylo mu nabídnuto angažmá u mexické reprezentace, ale on odmítl.
V listopadu se ozvala Málaga, které se nedařilo a trenér Jesualdo Ferreira byl odvolán. Pellegrini dostal Málagu ze sestupových pozic a vytáhl jí na 11. místo. V následující sezóně obsadil s Málagou čtvrté místo v Primera División, což klubu zajistilo účast ve čtvrtém předkole Ligy mistrů. V tom vyřadil po domácí výhře 2:0 a bezgólové remíze v odvetě řecký Panathinaikos FC. Základní skupinou prošla Málaga bez porážky a nechal za sebou i slavný AC Milán. V osmifinálovém vyřazení FC Porto, po výsledcích (0:1 a 2:0) nestačili hráči Málagy ve čtvrtfinále na pozdějšího finalistu Borussii Dortmund.

### Manchester City (2013 - 2016)
V červnu 2013 převzal tým Manchester City FC, s nímž hned ve své první sezoně vyhrál Premier Leaguei Anglický ligový pohár. Ten dokázal vyhrát podruhé v sezoně 2015/16. V témže ročníku Ligy mistrů Manchester postoupil ve vyřazovací části přes Dynamo Kyjev a Paris Saint-Germain do semifinále.
Po sezoně 2015/16 ho v Manchesteru nahradil Pep Guardiola.